# Castell de Canals
El Castell de Canals és un castell del municipi de Sant Cugat del Vallès (Vallès Occidental) declarat bé cultural d'interès nacional. L'edifici del segle xii està situat a l'extrem sud-oriental de la comarca del Vallès Occidental dins del terme de Valldoreix.
Està situat dalt un turó de l'extrem septentrional de la serra de Collserola, entre les rieres de Can Llunell i de Can Badal. La base del mur té a la part baixa un gruix màxim de 92 centímetres i a la part superior un gruix de 55 centímetres. També altres parets de poca alçada, algunes dels quals semblen definir una estructura rectangular.

## Descripció
Del castell, només en resta un mur de 14,70 m de llargada i 8,50 m d'alçada, orientat d'est a oest. També n'hi ha les restes de dos murs de poca alçada que deixen entreveure una planta més o menys rectangular. El mur va disminuint el seu gruix a mesura que guanya alçada i mostra els forats de la bastida. En el segon tram de mur hi ha uns forats de mida diferent als fets per la bastida i, a diferència d'aquells, no traspassen el mur de costat a costat; segurament era on es recolzaven les jàsseres de fusta que aguantaven els cabirons per formar l'estructura del sostre. El material utilitzat són majoritàriament còdols de pedra calcària, gres i quars amb les cares devastades a cops de maceta.

## Història
El terme "ipsas Canales" apareix per primer cop al testimonial de 991 (992 segons datacions) del monestir femení de Sant Pere de les Puel·les de Barcelona.
El castell apareix documentat per primera vegada l'any 1148, quan Arnau Gibert testà i feu referència al mas Canals, del qual era comte. Aquest fou succeït per Bernat de Canals, que jurà fidelitat al comte rei Ramon Berenguer IV, l'any 1160.
El 1243, el rei Jaume "el conqueridor" concedí la jurisdicció de la fortalesa i vila de Canals a Adelaida de Canals, vídua de Pere de Claramunt. El 1261, mort sense descendència Bertrand de Canals, l'alou passà a Guillem de Cervelló. El 1306, l'abat de Sant Cugat del Vallès adquirí per compra el castell. Així, el fogatjament del 1365-1370 expressa: Castell de Canals de l'abat de Sant Cugat. A partir d'aquell segle, els abats santcugatencs es titularen barons de Canals.